# Leng Tch'e (gruppo musicale)
I Leng Tch'e sono un gruppo grindcore belga sotto contratto con l'etichetta indipendente Season of Mist. Il loro nome deriva dalla tortura cinese chiamata lingchi, tradotto come "processo lento" o "morte dai mille tagli".

## Storia
I Leng Tch'e nascono dalle ceneri degli Anal Torture nel 2001. I membri originali sono Isaac Roelaert alla voce, Glen Herman alla chitarra, Kevin al basso e Sven "Svencho" de Caluwé (noto per essere il frontman del gruppo death metal Aborted) alla batteria. Con questa formazione pubblicano lo split album con i Black Ops Razorgrind e il loro primo full length Death by a Thousand Cuts nel 2002. Nel 2003 dopo il reclutamento del chitarrista Jan Hallaert ed usufruendo del bassista Steven Van Cauwenbergh nella sessione di registrazione viene prubblicato il loro secondo album ManMadePredator. Tra il 2003 ed il 2005 il gruppo è segnato da diversi cambi di formazione (l'unico membro originale rimane Sven) ed il terzo album, The Process of Elimination, esce sotto la Relapse Records. La formazione rimane stabile fino al 2007, pubblicando lo split Amusical Propaganda for Sociological Warfare insieme ai francesi Warscars nel 2006 ed il loro quarto album Marasmus nel 2007. Tra il 2007 ed il 2008 il batterista Sven ed il cantante Boris lasciano il gruppo. Nel 2008 il gruppo pubblica uno split con i canadesi Fuck the Facts e nel 2010 pubblica il quinto full length Hypomanic.
Nella formazione attuale non figura nessun membro originale.

## Lo stile
La band descrive il suo sound come "razorgrind", un grindcore con influenze death metal, stoner rock e metalcore.
Nel proprio myspace il gruppo cita come influenze Regurgitate, Hemdale, Nasum e Blood Duster. Il chitarrista Jan indica anche Hateplow, Bury Your Dead, Burnt by the Sun, Yob, The Sword, Converge, Neurosis, Mastodon, Aborted, Ringworm, Morbid Angel, Hatebreed, Torche, Suffocation, Fu Manchu e Cephalic Carnage.

## Formazione

### Formazione attuale
- Serge Kasongo - voce (2008-)
- Jan Hallaert - chitarra (2002-)
- Nicolas Malfeyt - basso (2005-)
- Olivier Coppens - batteria (2011-)

### Ex componenti
- Kevin - basso (2001-2002)
- Glen Herman - chitarra (2001-2003)
- Isaac Roelaert - voce (2001-2005)
- Sven "Svencho" de Caluwé - batteria, seconda voce (2001-2007)
- Steven Van Cauwenbergh - basso (2003)
- Nir Doliner - chitarra (2003)
- Frank "Rizzo" Stijnen - chitarra (2003-2004)
- Geert Devenster - chitarra (2004-2007)
- Boris Cornelissen - voce (2005-2008)
- Peter Goemaere - chitarra (2007)
- Tony Van den Eynde - batteria (2007-2011)

## Discografia

### Album in studio
- 2002 - Death by a Thousand Cuts
- 2003 - ManMadePredator
- 2005 - The Process of Elimination
- 2007 - Marasmus
- 2010 - Hypomanic
- 2017 - Razorgrind

### Split
- 2002 - Razorgrind
- 2006 - Amusical Propaganda for Sociological Warfare
- 2008 - Leng Tch'e/Fuck the Facts